# Associazione Calcio Pisa 1909 2011-2012
Questa voce raccoglie le informazioni riguardanti l'Associazione Calcio Pisa 1909 nelle competizioni ufficiali della stagione 2011-2012.

## Stagione
Dopo la stagione precedente in cui il Pisa, da neo-promossa in Lega Pro Prima Divisione, aveva chiuso il campionato in decima posizione, viene riconfermato sulla panchina pisana Dino Pagliari.
I neroazzurri vengono inseriti nel girone A della Prima Divisione, unici toscani assieme al Viareggio.
Quanto al calciomercato il Pisa conferma l'ossatura della squadra: Maurizio Pugliesi, Diego Raimondi, Kenneth Obodo, Francesco Favasuli, Marco Carparelli, affiancandoli a numerosi giovani arrivati in prestito dalle categorie superiori. La difesa viene puntellata con l'ingaggio dell'esperto Marco Esposito, mentre in attacco arriva Raffaele Perna. Il Pisa non ce la fa invece a riprendere Jacopo Fanucchi, che aveva giocato sotto la Torre pendente in prestito con buoni risultati nella seconda metà della stagione precedente; mentre Christian Amoroso decide di concludere la carriera.
La stagione del Pisa, nonostante il frequente impiego di molti giovani, inizia bene con 6 punti nelle prime quattro giornate. In seguito arriva la sconfitta interna contro la Tritium, a cui seguono il pareggio di Lumezzane e la vittoria interna sul Como. Nelle successive tre partite arrivano due sconfitte esterne (a Terni e a Reggio Emilia) intervallate dal successo casalingo sul Benevento. Il mese di novembre è estremamente positivo per il Pisa che conquista 10 punti in quattro gare (tre vittorie e un pari in casa del Taranto), raggiungendo il sesto posto ad un solo punto di distanza dalla zona play-off. A dicembre arrivano 3 pareggi su 3 partite, due nelle difficili trasferte di Carpi e Sorrento ed uno in casa (in rimonta) con il Monza. Nel frattempo Fabrizio Lucchesi diviene il nuovo Direttore Generale.
Dopo la pausa natalizia, nonostante un mercato che vede fra gli altri l'arrivo di Giacomo Tulli e il ritorno di Gaël Genevier, però i risultati sul campo diventano estremamente negativi. Nelle prime sei partite del nuovo anno infatti il Pisa totalizza un solo punto (e in particolare perde 3 partite su 3 all'Arena Garibaldi), scendendo quindi nella seconda metà della classifica. Così il 14 febbraio 2011 la società decide di esonerare l'allenatore Dino Pagliari per sostituirlo con Alessandro Pane. Dopo l'arrivo del nuovo tecnico la squadra ricomincia a macinare punti con una certa continuità e riesce a salvarsi agevolmente con tre giornate di anticipo. I nerazzurri chiudono il campionato al 7º posto. Inoltre il Pisa arriva in finale di Coppa Italia Lega Pro dove affronta lo Spezia: all'andata allo Stadio Alberto Picco il Pisa si impone 1-0 con gol di Tulli, ma al ritorno viene sconfitto in casa 1-2.

## Rosa
| N. |                      | Ruolo | Calciatore           |
| -- | -------------------- | ----- | -------------------- |
|    | Italia (bandiera)    | P     | Gianluca Di Salvia   |
|    | Italia (bandiera)    | P     | Maurizio Pugliesi    |
|    | Italia (bandiera)    | P     | Luigi Sepe           |
|    | Italia (bandiera)    | D     | Amedeo Benedetti     |
|    | Italia (bandiera)    | D     | Alex Benvenga        |
|    | Italia (bandiera)    | D     | Nicola Bizzotto      |
|    | Italia (bandiera)    | D     | Fabio Buscaroli      |
|    | Italia (bandiera)    | D     | Francesco Colombini  |
|    | Italia (bandiera)    | D     | Marco Esposito       |
|    | Argentina (bandiera) | D     | Diego Raimondi       |
|    | Italia (bandiera)    | D     | Adriano Sodano       |
|    | Francia (bandiera)   | D     | Gerard Thierry Audel |
|    | Italia (bandiera)    | D     | Matteo Ton           |
|    | Italia (bandiera)    | D     | Roberto Gimmelli     |
|    | Italia (bandiera)    | D     | Nicola Lanzolla      |
|    | Italia (bandiera)    | D     | Samuele Sereni       |

| N. |                    | Ruolo | Calciatore                    |
| -- | ------------------ | ----- | ----------------------------- |
|    | Italia (bandiera)  | C     | Luca Berardocco               |
|    | Italia (bandiera)  | C     | Francesco Favasuli (capitano) |
|    | Italia (bandiera)  | C     | Leonardo Gatto                |
|    | Francia (bandiera) | C     | Gaël Genevier                 |
|    | Italia (bandiera)  | C     | Marco Ilari                   |
|    | Nigeria (bandiera) | C     | Kenneth Obodo                 |
|    | Italia (bandiera)  | C     | Giovanni Passiglia            |
|    | Italia (bandiera)  | C     | Giovanni Scampini             |
|    | Italia (bandiera)  | C     | Andrea Scicchitano            |
|    | Italia (bandiera)  | C     | Giacomo Tulli                 |
|    | Italia (bandiera)  | C     | Luca Tremolada                |
|    | Italia (bandiera)  | A     | Marco Carparelli              |
|    | Italia (bandiera)  | A     | Francesco Nicastro            |
|    | Italia (bandiera)  | A     | Leonardo Perez                |
|    | Italia (bandiera)  | A     | Raffaele Perna                |
|    | Italia (bandiera)  | A     | Luca Strizzolo                |

## Risultati

### Campionato

#### Girone di andata
| Ferrara 4 settembre 2011, ore 15:00 CEST 1ª giornata | SPAL      | 1 – 1     | Pisa | Stadio Paolo Mazza |
| \| \| \| \| \| Arma 34’ \| Marcatori \| 10’ Perna \| |           |           |      |                    |
|                                                      |           |           |      |                    |
| Arma 34’                                             | Marcatori | 10’ Perna |      |                    |

| Pisa 11 settembre 2011, ore 15:00 CEST 2ª giornata                     | Pisa      | 3 – 0 | Avellino | Stadio Arena Garibaldi |
| \| \| \| \| \| Favasuli 3’ Carparelli 46’ Perez 81’ \| Marcatori \| \| |           |       |          |                        |
|                                                                        |           |       |          |                        |
| Favasuli 3’ Carparelli 46’ Perez 81’                                   | Marcatori |       |          |                        |

| Pisa 18 settembre 2011, ore 15:00 CEST 3ª giornata          | Pisa      | 1 – 1      | Foggia | Stadio Arena Garibaldi |
| \| \| \| \| \| Carparelli 77’ \| Marcatori \| 74’ Defrel \| |           |            |        |                        |
|                                                             |           |            |        |                        |
| Carparelli 77’                                              | Marcatori | 74’ Defrel |        |                        |

| Vercelli 25 settembre 2011, ore 15:00 CEST 4ª giornata | Pro Vercelli | 0 – 0 | Pisa | Stadio Silvio Piola |

| Pisa 2 ottobre 2011, ore 15:00 CEST 5ª giornata                   | Pisa      | 0 – 2                           | Tritium | Stadio Arena Garibaldi |
| \| \| \| \| \| \| Marcatori \| 42’ (rig.) Dionisi 57’ Malgrati \| |           |                                 |         |                        |
|                                                                   |           |                                 |         |                        |
|                                                                   | Marcatori | 42’ (rig.) Dionisi 57’ Malgrati |         |                        |

| Lumezzane 9 ottobre 2011, ore 15:00 CEST 6ª giornata          | Lumezzane | 1 – 1        | Pisa | Nuovo Stadio Comunale |
| \| \| \| \| \| Gasparetto 45’ \| Marcatori \| 28’ Favasuli \| |           |              |      |                       |
|                                                               |           |              |      |                       |
| Gasparetto 45’                                                | Marcatori | 28’ Favasuli |      |                       |

| Pisa 12 ottobre 2011, ore 20:45 CEST 7ª giornata | Pisa      | 1 – 0 | Como | Stadio Arena Garibaldi |
| \| \| \| \| \| Buscaroli 38’ \| Marcatori \| \|  |           |       |      |                        |
|                                                  |           |       |      |                        |
| Buscaroli 38’                                    | Marcatori |       |      |                        |

| Terni 16 ottobre 2011, ore 15:00 CEST 8ª giornata | Ternana   | 1 – 0 | Pisa | Stadio Libero Liberati |
| \| \| \| \| \| Pisacane 22’ \| Marcatori \| \|    |           |       |      |                        |
|                                                   |           |       |      |                        |
| Pisacane 22’                                      | Marcatori |       |      |                        |

| Pisa 23 ottobre 2011, ore 15:00 CEST 9ª giornata | Pisa      | 2 – 0 | Benevento | Stadio Arena Garibaldi |
| \| \| \| \| \| Perna 7’, 51’ \| Marcatori \| \|  |           |       |           |                        |
|                                                  |           |       |           |                        |
| Perna 7’, 51’                                    | Marcatori |       |           |                        |

| Reggio Emilia 30 ottobre 2011, ore 14:30 CEST 10ª giornata | Reggiana  | 1 – 0 | Pisa | Stadio Giglio |
| \| \| \| \| \| Zini 90’ \| Marcatori \| \|                 |           |       |      |               |
|                                                            |           |       |      |               |
| Zini 90’                                                   | Marcatori |       |      |               |

| Foligno 6 novembre 2011, ore 14:30 CEST 11ª giornata | Foligno   | 0 – 2           | Pisa | Stadio Enzo Blasone |
| \| \| \| \| \| \| Marcatori \| 45’, 90’ (rig.) \|    |           |                 |      |                     |
|                                                      |           |                 |      |                     |
|                                                      | Marcatori | 45’, 90’ (rig.) |      |                     |

| Pisa 14 novembre 2011, ore 20:45 CEST 12ª giornata | Pisa      | 1 – 0 | Pavia | Stadio Arena Garibaldi |
| \| \| \| \| \| Favasuli 87’ \| Marcatori \| \|     |           |       |       |                        |
|                                                    |           |       |       |                        |
| Favasuli 87’                                       | Marcatori |       |       |                        |

| Taranto 20 novembre 2011, ore 14:30 CEST 13ª giornata | Taranto | 0 – 0 | Pisa | Stadio Erasmo Iacovone |

| Pisa 25 novembre 2011, ore 20:30 CEST 14ª giornata                      | Pisa      | 2 – 0 | Viareggio | Stadio Arena Garibaldi |
| \| \| \| \| \| Brighenti 37’ (aut.) Perna 80’ (rig.) \| Marcatori \| \| |           |       |           |                        |
|                                                                         |           |       |           |                        |
| Brighenti 37’ (aut.) Perna 80’ (rig.)                                   | Marcatori |       |           |                        |

| Reggio Emilia 4 dicembre 2011, ore 14:30 CEST 15ª giornata             | Carpi     | 2 – 2            | Pisa | Stadio Giglio |
| \| \| \| \| \| Poli 40’ Eusepi 61’ \| Marcatori \| 72’, 90+3’ Perna \| |           |                  |      |               |
|                                                                        |           |                  |      |               |
| Poli 40’ Eusepi 61’                                                    | Marcatori | 72’, 90+3’ Perna |      |               |

| Pisa 11 dicembre 2011, ore 14:30 CEST 16ª giornata                                    | Pisa      | 2 – 2                      | Monza | Stadio Arena Garibaldi |
| \| \| \| \| \| Perez 31’ Favasuli 90+4’ \| Marcatori \| 16’ Palumbo 45+2’ Colacone \| |           |                            |       |                        |
|                                                                                       |           |                            |       |                        |
| Perez 31’ Favasuli 90+4’                                                              | Marcatori | 16’ Palumbo 45+2’ Colacone |       |                        |

| Sorrento 18 dicembre 2011, ore 14:30 CEST 17ª giornata          | Sorrento  | 1 – 1            | Pisa | Stadio Italia |
| \| \| \| \| \| Ginestra 11’ \| Marcatori \| 62’ (rig.) Perna \| |           |                  |      |               |
|                                                                 |           |                  |      |               |
| Ginestra 11’                                                    | Marcatori | 62’ (rig.) Perna |      |               |

#### Girone di ritorno
| Pisa 8 gennaio 2012, ore 14:30 CEST 1ª giornata           | Pisa      | 1 – 2         | Real SPAL | Stadio Arena Garibaldi |
| \| \| \| \| \| Perna 58’ \| Marcatori \| 24’, 27’ Arma \| |           |               |           |                        |
|                                                           |           |               |           |                        |
| Perna 58’                                                 | Marcatori | 24’, 27’ Arma |           |                        |

| Avellino 15 gennaio 2012, ore 14:30 CEST 2ª giornata | Avellino  | 1 – 0 | Pisa | Stadio Partenio |
| \| \| \| \| \| Zigoni 40’ \| Marcatori \| \|         |           |       |      |                 |
|                                                      |           |       |      |                 |
| Zigoni 40’                                           | Marcatori |       |      |                 |

| Foggia 23 gennaio 2012, ore 20:45 CEST 3ª giornata | Foggia    | 1 – 0 | Pisa | Stadio Pino Zaccheria |
| \| \| \| \| \| Venitucci 25’ \| Marcatori \| \|    |           |       |      |                       |
|                                                    |           |       |      |                       |
| Venitucci 25’                                      | Marcatori |       |      |                       |

| Pisa 29 gennaio 2012, ore 14:30 CEST 4ª giornata                                            | Pisa      | 1 – 4                                       | Pro Vercelli | Stadio Arena Garibaldi |
| \| \| \| \| \| Buscaroli 16’ \| Marcatori \| 8’, 45+2’ Martini 55’ Di Piazza 70’ Germano \| |           |                                             |              |                        |
|                                                                                             |           |                                             |              |                        |
| Buscaroli 16’                                                                               | Marcatori | 8’, 45+2’ Martini 55’ Di Piazza 70’ Germano |              |                        |

| Monza 5 febbraio 2012, ore 14:30 CEST 5ª giornata | Tritium | 0 – 0 | Pisa | Stadio Brianteo |

| Pisa 12 febbraio 2012, ore 14:30 CEST 6ª giornata                   | Pisa      | 0 – 2                             | Lumezzane | Stadio Arena Garibaldi |
| \| \| \| \| \| \| Marcatori \| 47’ Gasparetto 60’ (rig.) Ferrari \| |           |                                   |           |                        |
|                                                                     |           |                                   |           |                        |
|                                                                     | Marcatori | 47’ Gasparetto 60’ (rig.) Ferrari |           |                        |

| Como 25 febbraio 2012, ore 15:00 CEST 7ª giornata                     | Como      | 1 – 2                   | Pisa | Stadio Giuseppe Sinigaglia |
| \| \| \| \| \| Paonessa 6’ \| Marcatori \| 19’ Tulli 88’ Strizzolo \| |           |                         |      |                            |
|                                                                       |           |                         |      |                            |
| Paonessa 6’                                                           | Marcatori | 19’ Tulli 88’ Strizzolo |      |                            |

| Pisa 5 marzo 2012, ore 20:45 CEST 8ª giornata        | Pisa      | 1 – 1    | Ternana | Stadio Arena Garibaldi |
| \| \| \| \| \| Perna 64’ \| Marcatori \| 56’ Nolé \| |           |          |         |                        |
|                                                      |           |          |         |                        |
| Perna 64’                                            | Marcatori | 56’ Nolé |         |                        |

| Benevento 11 marzo 2012, ore 14:30 CEST 9ª giornata                 | Benevento | 2 – 0 | Pisa | Stadio Ciro Vigorito |
| \| \| \| \| \| Benvenga 7’ (aut.) Altinier 90+5’ \| Marcatori \| \| |           |       |      |                      |
|                                                                     |           |       |      |                      |
| Benvenga 7’ (aut.) Altinier 90+5’                                   | Marcatori |       |      |                      |

| Pisa 18 marzo 2012, ore 14:30 CEST 10ª giornata                         | Pisa      | 2 – 1        | Reggiana | Stadio Arena Garibaldi |
| \| \| \| \| \| Favasuli 21’ Perez 90+4’ \| Marcatori \| 54’ Matteini \| |           |              |          |                        |
|                                                                         |           |              |          |                        |
| Favasuli 21’ Perez 90+4’                                                | Marcatori | 54’ Matteini |          |                        |

| Pisa 25 marzo 2012, ore 15:00 CEST 11ª giornata       | Pisa      | 2 – 0 | Foligno | Stadio Arena Garibaldi |
| \| \| \| \| \| Perna 36’ Ilari 84’ \| Marcatori \| \| |           |       |         |                        |
|                                                       |           |       |         |                        |
| Perna 36’ Ilari 84’                                   | Marcatori |       |         |                        |

| Pavia 1º aprile 2012, ore 15:00 CEST 12ª giornata     | Pavia     | 1 – 1     | Pisa | Stadio Pietro Fortunati |
| \| \| \| \| \| Cesca 50’ \| Marcatori \| 53’ Tulli \| |           |           |      |                         |
|                                                       |           |           |      |                         |
| Cesca 50’                                             | Marcatori | 53’ Tulli |      |                         |

| Pisa 4 aprile 2012, ore 20:30 CEST 13ª giornata                                  | Pisa      | 2 – 2            | Taranto | Stadio Arena Garibaldi |
| \| \| \| \| \| Perez 56’ Favasuli 68’ (rig.) \| Marcatori \| 12’, 80’ Girardi \| |           |                  |         |                        |
|                                                                                  |           |                  |         |                        |
| Perez 56’ Favasuli 68’ (rig.)                                                    | Marcatori | 12’, 80’ Girardi |         |                        |

| Viareggio 25 aprile 2012, ore 15:00 CEST 14ª giornata    | Viareggio | 2 – 0 | Pisa | Stadio Torquato Bresciani |
| \| \| \| \| \| D'Onofrio 19’ Zaza 39’ \| Marcatori \| \| |           |       |      |                           |
|                                                          |           |       |      |                           |
| D'Onofrio 19’ Zaza 39’                                   | Marcatori |       |      |                           |

| Pisa 22 aprile 2012, ore 15:00 CEST 15ª giornata                   | Pisa      | 2 – 1        | Carpi | Stadio Arena Garibaldi |
| \| \| \| \| \| Perna 20’ Tulli 72’ \| Marcatori \| 56’ Memushaj \| |           |              |       |                        |
|                                                                    |           |              |       |                        |
| Perna 20’ Tulli 72’                                                | Marcatori | 56’ Memushaj |       |                        |

| Monza 29 aprile 2012, ore 15:00 CEST 16ª giornata       | Monza     | 0 – 2                 | Pisa | Stadio Brianteo |
| \| \| \| \| \| \| Marcatori \| 66’ Obodo 90+3’ Perna \| |           |                       |      |                 |
|                                                         |           |                       |      |                 |
|                                                         | Marcatori | 66’ Obodo 90+3’ Perna |      |                 |

| Pisa 6 maggio 2012, ore 15:00 CEST 17ª giornata                                      | Pisa      | 2 – 2                    | Sorrento | Stadio Arena Garibaldi |
| \| \| \| \| \| Tulli 7’ Perna 41’ (rig.) \| Marcatori \| 21’ Ginestra 90+4’ Basso \| |           |                          |          |                        |
|                                                                                      |           |                          |          |                        |
| Tulli 7’ Perna 41’ (rig.)                                                            | Marcatori | 21’ Ginestra 90+4’ Basso |          |                        |

### Coppa Italia
| Arbitro: | Lanza (Nichelino) |

|                                                  |           |  |
| Carparelli 45+1’ (rig.) Favasuli 72’ Obodo 90+3’ | Marcatori |  |

| Arbitro: | Candussio (Cervignano del Friuli) |

|                                                 |           |                              |
| Raimondi 32’ (aut.) Schiavon 58’ Martinelli 93’ | Marcatori | 21’ Carparelli 41’ Tremolada |

### Coppa Italia Lega Pro
I nerazzurri non partecipano alla fase a gironi, ma sono direttamente ammessi al Primo Turno della fase eliminatoria.
| Arbitro: | Colarossi (Roma) |

|  |           |                  |
|  | Marcatori | 21’ (rig.) Perez |

| Arbitro: | Intagliata (Siracusa) |

|                                  |           |  |
| Giuliacci 3’ (aut.) Nicastro 25’ | Marcatori |  |

| 18 gennaio 2012 Terzo turno - 1ª giornata |  | – turno di riposo |  |  |

| Arbitro: | Brasi (Seregno) |

|  |           |                         |
|  | Marcatori | 7’, 18’ Gatto 27’ Obodo |

| Arbitro: | Aureliano (Bologna) |

|               |           |  |
| Strizzolo 75’ | Marcatori |  |

| Arbitro: | Aureliano (Bologna) |

|             |           |                     |
| Suagher 68’ | Marcatori | Perez 38’ Tulli 83’ |

| Arbitro: | Gallo (Barcellona Pozzo di Gotto) |

|               |           |              |
| Carparelli 8’ | Marcatori | 7’ Spampatti |

| Arbitro: | Abbattista (Molfetta) |

|  |           |           |
|  | Marcatori | 16’ Tulli |

| Arbitro: | Fabbri (Ravenna) |

|              |           |                   |
| Favasuli 34’ | Marcatori | 45+2’, 77’ Guerra |

## Statistiche
Statistiche aggiornate al 6 maggio 2012
| Competizione          | Punti | In casa | In casa | In casa | In casa | In casa | In casa | In trasferta | In trasferta | In trasferta | In trasferta | In trasferta | In trasferta | Totale | Totale | Totale | Totale | Totale | Totale |
| Competizione          | Punti | G       | V       | N       | P       | Gf      | Gs      | G            | V            | N            | P            | Gf           | Gs           | G      | V      | N      | P      | Gf     | Gs     |
| --------------------- | ----- | ------- | ------- | ------- | ------- | ------- | ------- | ------------ | ------------ | ------------ | ------------ | ------------ | ------------ | ------ | ------ | ------ | ------ | ------ | ------ |
| Campionato            | 46    | 17      | 8       | 5       | 4       | 25      | 20      | 17           | 3            | 7            | 7            | 13           | 16           | 34     | 11     | 13     | 10     | 37     | 35     |
| Coppa Italia          | -     | 1       | 1       | 0       | 0       | 3       | 0       | 1            | 0            | 0            | 1            | 2            | 3            | 2      | 1      | 0      | 1      | 5      | 3      |
| Coppa Italia Lega Pro | -     | 4       | 2       | 1       | 1       | 5       | 3       | 4            | 4            | 0            | 0            | 6            | 1            | 8      | 6      | 1      | 1      | 11     | 4      |
| Totale                | -     | 22      | 11      | 6       | 5       | 33      | 23      | 22           | 7            | 7            | 8            | 21           | 19           | 44     | 18     | 14     | 12     | 53     | 42     |